# Karel Pospíšil (dopravní inženýr)
Karel Pospíšil (* 28. července 1969 Brno) je český dopravní inženýr, manažer, konzultant, pedagog, soudní znalec a odborník na dopravní stavby, systémy hospodaření s majetkem a informační systémy v dopravě a dopravní infrastruktuře.

## Vzdělání a kvalifikace
Je absolventem Gymnázia Slovanské náměstí v Brně, třídy se zaměřením na matematiku a fyziku, následně Fakulty stavební VUT v Brně, kde získal titul inženýr (Ing.) v oboru Konstrukce a dopravní stavby, a Dopravní fakulty Jana Pernera Univerzity Pardubice, kde získal titul doktor (Ph.D.) v oboru Dopravní prostředky a infrastruktura. Na stejné univerzitě a ve stejném oboru prošel habilitačním řízením (docent) a také profesorským řízením (profesor). Technické vzdělání si doplnil i vzděláním v oblasti managementu a práva, když absolvoval na BIBS – Brno International Business School licencované studium Nottingham Trent University, a to MBA Senior Executive a MSc v oboru Ekonomika a management, dále pak studium LL.M. v oblasti obchodního práva Staffordshire University . Je autorizovaným inženýrem pro dopravní stavby, soudním znalcem pro dopravní a inženýrské stavby a auditorem bezpečnosti pozemních komunikací.

## Manažerské působení
V letech 2007 - 2016 (dvě funkční období) působil jako ředitel Centra dopravního výzkumu, v. v. i. (CDV). V počátku jeho prvního funkčního období bylo CDV transformováno z příspěvkové organice na veřejnou výzkumnou instituci fungující na komerčních principech, s plnou odpovědností za své výnosy. Byl zaveden systém projektového řízení, motivační a mzdový systém, zdvojnásobily se výnosy, byly v plně soutěžním prostředí získány klíčové zakázky, např. Územní generel dopravy Bratislavy (30 mil. Kč) a Celostátní sčítání dopravy 2009 (110 mil. Kč.), získán projekt na rozšíření výzkumných kapacit instituce (463 mil. Kč). V historicky prvním hodnocení kvality výzkumu, které hodnotilo období do roku 2016 získalo CDV poprvé nejvyšší ocenění A – Vynikající.
V letech 2018-2019 byl členem a později také předsedou dozorčí rady společnosti České dráhy, a. s. Od roku 2019 je členem dozorčí rady Centra dopravního výzkumu, v. v. i. V letech 2019-2020 pracoval jako místopředseda představenstva a náměstek generálního ředitele ve společnosti Technická správa komunikací hl. m. Prahy, a.s., kde do jeho kompetencí patřilo nejdříve dopravní inženýrství a dopravní telematika a později řízení investic do dopravní infrastruktury. Z rodinných důvodů zde ukončil na vlastní žádost činnost ke konci roku 2020 a přesunul se zpět do Brna, kde se v lednu 2021 stal ředitelem Ústavu soudního inženýrství VUT v Brně.

## Odborné působení
Odborné působení lze rozdělit do tří oblastí, a to první projektová činnost, druhá výzkumná činnost v oblasti geotechniky, stavebních materiálů a nedestruktivní diagnostiky a třetí zaměřená na informační systémy, systémy hospodaření a BIM. Tyto etapy se časově prolínají.

### Projektová činnost
Od roku 1992 se zabýval se projektováním dopravních staveb v Německu, později ve své firmě v České republice.

### Výzkumná činnost
V letech 2000-2019 pracoval v Centru dopravního výzkumu, v. v. i., (CDV) nejdříve jako výzkumný pracovník, následně jako vedoucí oddělení, ředitel pro výzkum a vývoj (v letech 2007 a 2016-2019) a ředitel instituce  . Ve své výzkumné činnosti se zaměřil zejména na problematiku geotechniky a technologií vozovek, stavebních materiálů a nedestruktivní diagnostiky. Od samého začátku působení v CDV se také zabýval systémy hospodaření s vozovkami, např. v rámci evropského projektu COST 343, kde zastupoval Českou republiku, i nizozemského programu Partners for Roads.

### Konzultační činnost
Na implementaci systémů hospodaření expertně řadu let spolupracuje s Ředitelstvím silnic a dálnic. V kontextu dopravních staveb se intenzině zabývá problematikou BIM (Building Information Modelling nebo Management), kterou v poslední době také rozvíjí v Ústavu soudního inženýrství VUT v Brně, kde od roku 2021 pracuje.

### Publikační činnost
Výstupy své výzkumné práce směřuje především do praxe, zejména v oblasti dopravy a dopravní infrastruktury. Rejstřík informací o výsledcích registruje u prof. Karla Pospíšila celkem 174 výsledků, kde je autorem nebo spoluautorem, včetně publikací indexovaných ve Web of Science (15), jedné anglicky psané knihy, kapitol ve dvou anglicky psaných knihách knihy, patentů (6 českých a 5 evropských), certifikovaných metodik (8). Z pohledu řešitelství grantů, je registrováno: EU projekty: 1 (hlavní řešitel), 3 (spoluřešitel), domácí (podle CEP): 21 (řešitel).

## Pedagogické působení
V letech 1995-2000 působil externě jako učitel předmětů zaměřených na počítačové projektování na Střední průmyslové škole stavební v Brně. V letech 2000-2014 působil na dopravní fakultě pardubické univerzity, nejdříve ve vybraných přednáškách, později jako odborný asistent, docent a profesor garantující předměty zaměřené na pozemní komunikace a stavbu letišť. Od roku 2021 je profesorem na Ústavu soudního inženýrství VUT v Brně. Je hodnotitelem Národního akreditačního úřadu pro vysoké školství pro obory doprava a stavebnictví .

## Zastoupení v odborných radách a organizacích
V letech 2010-2011 byl členem vládní Rady pro výzkum, vývoj a inovace, 2009-2011 členem předsednictva Technologické agentury České republiky, od roku 2007 je členem vědecké rady ministra dopravy, od roku 2009 členem, od roku 2017 předsedou Technické rady generálního ředitele Ředitelství silnic a dálnic. Je členem Inženýrské akademie České republiky, fellow of Institute of Highway Engineers ve Velké Británii, členem pěti výborů ASTM International.
Tři funkční období působil jako člen výboru pro řízení výzkumu americké Transport Reseach Board. Řadu let byl českým zástupcem ve FEHRL (organizace sdružující národní výzkumné ústavy zabývající se silniční infrastrukturou), ve JTRC OECD (organizace koordinující dopravní výzkum v zemích OECD), zástupcem generálního ředitele ŘSD v CEDR (organizace sdružující ředitele evropských ŘSD), fellow and chartered manager of Chartered Management Institute ve Velké Británii.